# Mark Atkins (Musiker)

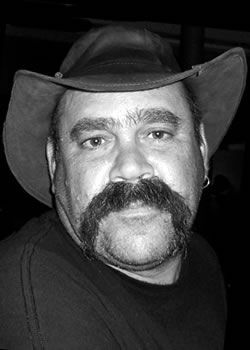
Mark Atkins

Mark Atkins (* 3. Januar 1957 in Albany W.A.) ist ein australischer Musiker und Künstler. Er ist Nachkomme des Yamaji-Stammes aus West-Australien. Atkins ist mit seiner Tradition als Aborigine eng verbunden, was sich nicht zuletzt dadurch bemerkbar macht, dass jeder seiner Songs eine Geschichte erzählt.

## Leben
Mit 10 Jahren begann Atkins das Didgeridoo-Spielen und zählt heute, wie auch Charlie McMahon, zu den bekanntesten Spielern dieses Instrumentes. Er ist einer der wenigen Künstler, denen es gelingt, das Didgeridoo mit den verschiedensten musikalischen Stilrichtungen, durchaus zeitgenössischer Art, sowohl als Solist als auch im Ensemble, zu verbinden.
Mark Atkins ist zudem als Geschichtenerzähler, Songwriter, Komponist, Schlagzeuger, Gitarrist, Maler und Didgeridoobauer in Erscheinung getreten.
Atkins hatte bisher eine lange Reihe von australischen und internationalen Auftritten und arbeitete mit verschiedenen bekannten Künstlern wie z. B. Jenny Morris, Dale Brown, James Morrison, Robert Plant und Jimmy Page (Led Zeppelin), Jimmy Barnes, SBS Youth Orchestra, Philip Glass und vielen anderen zusammen. Zur Eröffnung der Paralympischen Spiele 2000 in Sydney war er weltweit in allen Medien zu hören und zu sehen. 
1990 gewann Mark Atkins den Golden Didgeridoo Award.

## Diskografie (Auswahl)
- 1994: Didgeridoo Concerto
- 1995: Plays Didgeridoo
- 1999: Didgeridoo Dreamtime

## Dokumentation
- 2002: Yamaji Man – walking in two worlds; australische Kurzdokumentation über Mark Atkins